# Mariana Stjerna
Britt-Mariana Stjerna, född 25 mars 1921 i Kungsholms församling i Stockholm, död 4 maj 2023 i Ludvika,  var en svensk författare, översättare, lärare och medium. 
Mariana Stjerna hade en bakgrund som lärare, men sade sig ha haft så kallade paranormala mediala förmågor sedan barndomen. Detta resulterade i ett antal egna böcker för vuxna och barn samt översättning av utländska böcker inom esoteriska ämnen, ofta i kommunikation med existenser i den så kallade andevärlden och utomjordiskt liv bortom den vanliga fysiska verkligheten, enligt henne själv.
På 1990-talet sade hon sig bland annat med säkerhet ha fått en bestående kontakt med den 1968 avlidne författaren Jan Fridegårds ande från "andra sidan", och han sade sig vilja förmedla viktiga insikter och erfarenheter från tiden efter sin fysiska död. Detta samarbete resulterade i en serie böcker: På änglavingar (1998), Tidsresa till ursprunget och framtiden (2005), Graalens gåta - Jesus och Maria Magdalena ur ett nytt perspektiv (2005), Det osynliga folket - i naturens magiska värld (2009) och På uppdrag i rymden (2012), samtliga på Solrosens förlag.

## Böcker
- På uppdrag i rymden, 2012
- Agartha - jordens inre värld, 2010
- The Bible bluff : Jesus and Mary Magdalene from another angle, (engelsk översättning) 2009
- Det osynliga folket : i naturens magiska värld, 2009
- Anna och Carlos möter sina förfäder : om ursprungsfolkens hemligheter, 2005
- Graalens gåta : Jesus och Maria Magdalena ur ett nytt perspektiv, 2005
- Tidsresa till ursprunget och framtiden, 2005
- Spå dig själv och dina vänner, 2001
- På änglavingar, 1998
- Vad händer efter döden, mamma?, 1995
- Kosmiska äventyr i det blå, 1994
- Den sjungande stenen, 1993
- Legenden om Issa, 1992
- Tillbaka till Atlantis : en roman, 1991
- Miriams sång : en roman om dödahavsrullarnas folk esséerna, 1990
- En värld inuti en värld. Del 2, 1988
- En värld inuti en värld : X-7 rapporterar : meddelanden från Sovjet beträffande teorin och tillämpningen av färg-ton-strålning genom gruppen känd som X-7, (av Anne K Edwards, översättning: Mariana Stjerna), 1986
- Död är liv : en läroskrift i konsten att dö och vad döden egentligen är; av Mästaren av lotusblomman i dialog med Mariana Stjerna 1984